# نیروی هوایی شاهنشاهی ایران
نیروی هوایی شاهنشاهی ایران به نیروی هوایی در دوران شاهنشاهی پهلوی گفته می‌شد. تأسیس نیروی هوایی در ایران در سال ۱۳۰۱ هجری خورشیدی (۱۹۲۲ میلادی) در دوران پادشاهی احمدشاه قاجار و به دستور رضا خان سردار سپه در زمان وزارت جنگ او بود. تأسیس رسمی نیروی هوایی در ۱۱ خرداد ۱۳۰۳ حکم عمومی قشون، تحت شمار ۲۲۲ صورت گرفته و اولین گروه از خلبانان این نیرو در ۶ اسفند ۱۳۰۳ (۲۵ فوریه ۱۹۲۵) آموزش دیده و آماده عملیات شدند. خلبانان این نیرو همراه خلبانان نیروی هوایی اسرائیل تنها خلبانان خاورمیانه بودند که دوره‌های آموزشی خلبانی را در ایالات متحده آمریکا گذرانده بودند. نیروی هوایی شاهنشاهی ایران در سال‌های پایانی حکومت پهلوی، بزرگ‌ترین و قدرتمندترین نیروی هوایی غرب آسیا و سومین نیروی هوایی جهان بود.

## تاریخچه

نشان گروه آکروجت تاج طلایی نیروی هوایی شاهنشاهی ایران

نشان واحدهای اف-۱۴ تام‌کت‌های ایران

هیئت مختلط نظامی ایران و انگلستان قرارداد ۱۹۱۹ در طرح ۳۰۶ ماده‌ای خود به تأسیس نیروی هوایی کارآمد توجه مخصوص نموده بود. به هنگام تشکیل قشون یک شکل در سازمان ارکان حرب کل قشون در شعبه تنسیقها، دفتری هم به نام دفتر هواپیمایی پیش‌بینی گردید و برای نخستین بار در قشون ایران نام هواپیمایی جزو سازمان درآمد تا هسته مرکزی نیروی هوایی را پی ریزی کند.

نخستین ایرانی که موفق به طی دوره خلبانی و پرواز با هواپیما گردید، کلنل محمدتقی خان پسیان بود که در سال ۱۲۹۹ به هنگام حضور در کشور آلمان موفق به این عمل مهم گردید و با انجام سی و سه سورتی پرواز نام خود را به عنوان نخستین خلبان ایرانی در تاریخ ثبت نمود.
پس از حضور نخستین هواپیماها در ایران در دوران احمد شاه و پس از آن یگان نظامی ژنرال  دانسترویل از لشکر ۱۱۴ انگلستان در ایران، در سال ۱۳۰۱ با فرمان تشکیل دفتر هوایی در ارکان حرب اعلان شد. این مجموعه در ابتدا هواپیمایی نداشت اما پس از مدتی یک هواپیمای یونکرس خریداری کرده و با استخدام یک خلبان و یک تکنیسین در منطقه قلعه مرغی کار خود را شروع می‌کند.
همچنین پس از مدتی ۷ فروند هواپیما از فرانسه خریداری و در اسفند سال ۱۳۰۳ در بندر بوشهر به ایران تحویل داده می‌شود که از این ۷ فروند ۳ فروند قبل از رسیده به تهران در راه سقوط می‌کند.
اولین دوره داوطلبان در ۱۲ خرداد ۱۳۰۳ یک روز پس از فرمان تأسیس نیروی هوایی برای تحصیل خلبانی و امور هوایی به همراه سایر محصلان امور نظامی به فرانسه اعزام شد، از جمله این افراد می‌توان از نایب اول خلیل خان مرجان و نایب اول آقا بزرگ مهنا. احمد خسروانی نام برد. این محصلان وارد دانشکده نظامی سن سیر - دانشکده خلبانی ایستر فرانسه شدند.
سرتیپ امان‌الله جهانبانی که در خرداد ۱۳۰۳ با عنوان سرپرستی محصلان به اروپا اعزام شده بود مأموریت داشت دوازده فروند طیاره از فرانسه برای ایران خریداری نماید. این طیاره‌ها در بهمن ماه ۱۳۰۲ با کشتی حمل و در بوشهر پیاده شدند تا از بوشهر به تهران پرواز نمایند. در اسفند ماه همان سال این هواپیماها به تهران پرواز کردند و پس از آن دو فروند هواپیمای خریداری شده از شوروی هم وارد تهران گردید و چند هواپیمای یونکرس آلمانی با خلبان و متخصص فنی وارد ایران شده و شرکتی برای حمل مسافر در داخل ایران تشکیل دادند. در خرداد ۱۳۰۳ حکم عمومی قشون تحت شمار ۲۲۲ برای تأسیس نیروی هوایی صادر گردید و سرهنگ احمد نخجوان به ریاست آن برگزیده شد.

احمد نخجوان را در در سال ۱۳۰۱ وارد مدرسه نظامی سن-سیر و دانشکده خلبانی ایستر فرانسه شد و بعداً نیز به دانشکده ورسای رفته و دوره تاکتیکی و تکنیکی هواپیما را در آنجا گذراند. تحصیلات خلبانی سرهنگ احمد خان نخجوان در سال ۱۳۰۴ پایان یافت و در بهمن ماه همان سال با یک فروند هواپیمای خریداری شده از فرانسه عازم ایران شد و در روز پنجم اسفندماه ۱۳۰۴ در قلعه مرغی به زمین نشست و مورد استقبال رضاشاه، دولتمردان، سیاست مدارها و نظامی‌ها قرار گرفت.
همچنین در اسفند ۱۳۰۴ و ۱۳۰۶ و ۱۳۰۷ جمعاً سه دوره دانشجو جهت تحصیل در امور هوایی و هواپیمایی به سواستوپول و  لنین گراد در شوروی جهت تحصیلات دوره عالی و افسری اعزام شدند. که از جمله این افسران می‌توان به عیسی اشتوداخ و شرف‌الدین قهرمانی اشاره کرد.
در سال ۱۳۰۶ سازمان هواپیمایی توسعه پیدا کرد و تعدادی دانشجویان نظامی که در فرانسه و شوروی فن خلبانی و مکانیکی آموخته بودند به ایران بازگشتند و دولت نیز سیزده فروند هواپیمای جدید خریداری نمود به‌طوری‌که جمع هواپیماها به ۳۳ فروند رسید. از این تاریخ اداره هواپیمایی قشون در عملیات جنگی شرکت می‌نمود.
در سال ۱۳۱۱ در ایران مدرسه خلبانی تأسیس گردید و بیست دانشجو پذیرفته شدند و مدت آموزش آن دو سال بود. مدرسه خلبانی تا سال ۱۳۲۰ توانست سیصد خلبان تحویل نیروی هوایی بدهد. در سال ۱۳۱۲ مدرسه دیده‌بانی هوایی که دوره آن یک سال بود تشکیل شد. آموزشگاه فنی و کارخانه هواپیماسازی شهباز نیز در این سال در نیروی هوایی تأسیس شد.

## توان رزمی
تعداد اسکادرانهای در اختیار این نیرو در اواخر حکومت پهلوی عبارت بودند از:
- ۱۵ اسکادران جنگنده و جنگنده-بمب‌افکن
- ۱ اسکادران شناسایی
- ۵ اسکادران حمل و نقل تجهیزات نظامی
- ۱ اسکادران سوخت رسان
- ۷۶ اسکادران بالگرد
- ۵ اسکادران موشک سام

## نیروی انسانی

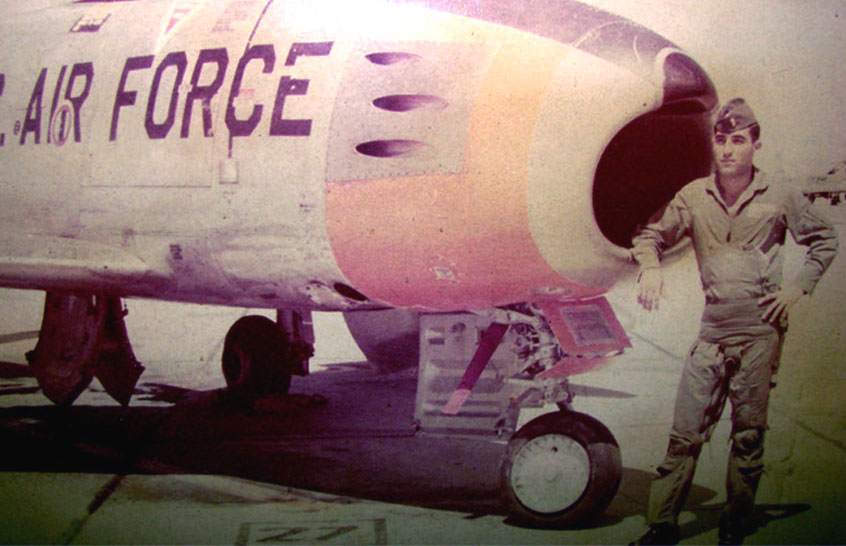
جمشید علیها یکی از اولین خلبانان ممتاز ایرانی آموزش دیده زیر نظر نیروی هوایی ایالات متحده آمریکا

این نیرو در سال ۱۹۷۹ حدود ۱۰۰٬۰۰۰ نیروی انسانی را شامل می‌شد که حدود ۵۰۰۰ نفر از آن را خلبانان مجرب تشکیل می‌دادند.
این نیرو علاوه بر خود نیروی هوایی به همراه تیم آکروجت و پدافند ملی و همافران در سال ۱۹۷۸ حدود ۱۴۰٬۰۰۰ نیرو داشته 
قریب به اتفاق خلبانان هواپیماهای جنگنده، آموزشهای مهارت پروازی را در کنار کارآموزان خلبانانی نیروی هوایی آمریکا در پایگاه‌های آموزشی نیروی هوایی آمریکا در لاکلند، مریلند، کالیفرنیا و ویرجینیا سپری می‌نمودند و تعداد کمی نیز دوره‌های خود را در انگلستان و پاکستان سپری کرده‌اند.

## گروه اف ۱۴ تامکت
گرامَن اف-۱۴ تامکت (Grumman F-14 Tomcat) هواگرد جنگنده مافوق صوت دوموتوره، دوسرنشین و نسل چهارم بال متحرک ساخت شرکت گرامن در ایالات متحده آمریکا است.

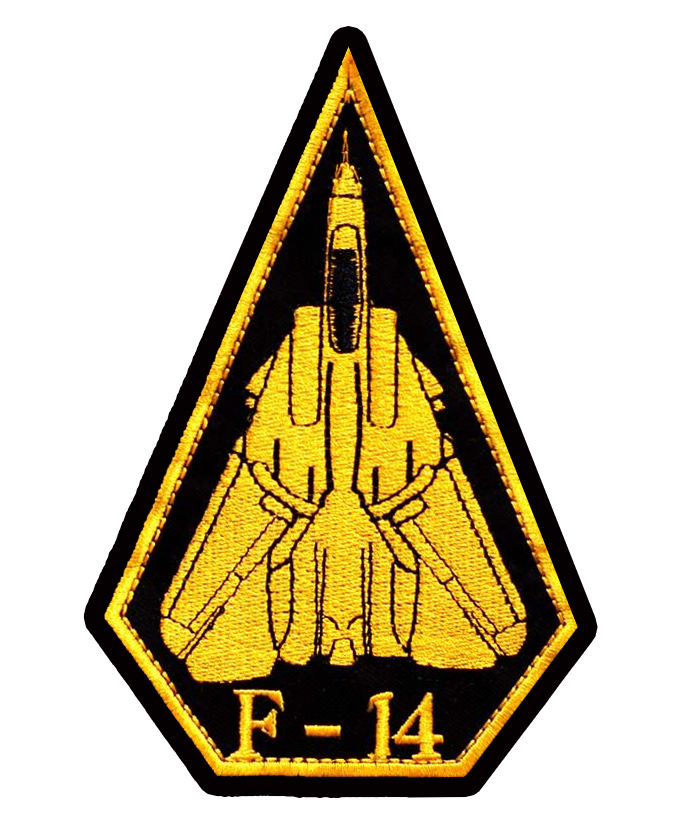
آرم بازوی خلبان اف-۱۴ نیروی هوایی ارتش ایران

### پیشینه خرید
در تابستان سال ۱۹۷۲ نامه‌ای از سوی محمدرضا شاه پهلوی به پنتاگون مبنی بر اینکه شاه ایران قصد دارد برای بازدید از ایالات متحده آمریکا به‌منظور گفتگو دربارهٔ یک هواپیمای رهگیر که قرار بود در نیروی دریایی ایالات متحده به خدمت گرفته شود، وارد ایالات متحده شود. پیشنهاد اولیهٔ ایران، هواپیمای اف-۱۱۱ بود؛ که مورد توافق قرار نگرفت. سپس فرماندهان نیروی هوایی شاهنشاهی ایران پیشنهاد خرید پیشرفته‌ترین جنگندهٔ نیروی دریایی آمریکا را دادند. در نهایت با تلاش های محمدرضا شاه و پس از کِش و قوس‌های فراوان و پرداخت هزینه این جنگنده به خدمت نیروی هوایی ارتش شاهنشاهی ایران درآمد. در هنگام ساخت، بانک ملی ایران ۷۵ میلیون دلار وام با سود ۱۱ درصد به کمپانی گرومن برای خط تولید پرداخت کرد.
ایران سفارش خرید ۷۱۴ موشک فینیکس را نیز به آمریکا داد که تا زمان انقلاب ۱۳۵۷، تعداد ۲۸۵ فروند از آن‌ها به ارزش ۱۵۰ میلیون دلار تحویل داده‌شده بود. بعد از انقلاب ۵۷ ، دولت ایالات متحده تحویل این موشک را لغو کرد و همچنین از تحویل دادن یک فروند از این جنگنده نیز خودداری ورزید. این جنگنده، جهت امور آموزشی به نیروی دریایی آمریکا تحویل داده شد. جنگنده‌های تحویل‌ داده شده به ایران از شمارهٔ ۶۰۰۱–۳ تا شمارهٔ ۶۰۷۹–۳ سریال‌بندی شدند.

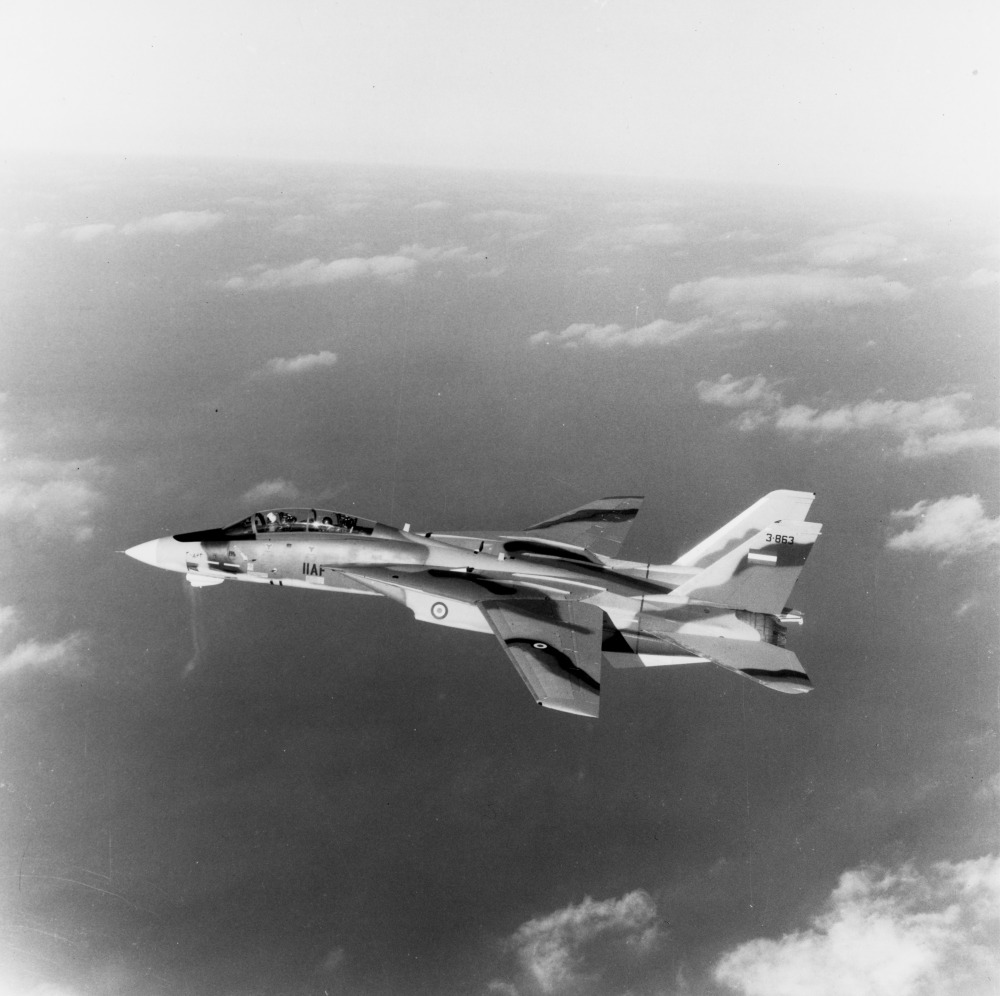
جنگنده F-14 Tomcat متعلق به نیروی هوایی ارتش شاهنشاهی ایران دهه ۷۰ میلادی

اف-۱۴ در سال ۱۹۷۲ توسط شاه ایران خریداری شده و ۸۰ فروند خریداری و ۷۹ فروند آن‌ها تحویل داده شد. در حال حاضر ایران تنها به‌کار گیرنده این جنگنده در جهان است. اگر چه از عمر اف-۱۴های ایرانی حدود پنجاه سال می‌گذرد ولی در حال حاضر تامکت با گذشت حدود پنجاه سال همچنان بهترین جنگندهٔ نیروی هوایی ارتش ایران است. با وقوع انقلاب ۱۳۵۷ و قطع روابط بین ایران و آمریکا، نیروی هوایی ایران در تأمین قطعات یدکی و تعمیر این جنگندهٔ پیچیده با مشکلات زیادی روبه‌رو شد ولی با این حال توانسته تا امروز این جنگنده را در حالت عملیاتی و فعال نگه دارد.

### اعزام خلبان به ایلات متحده
۱۲۰ خلبان و ۸۰ کمک خلبان دوره‌های آموزشی را در پایگاه هوایی نس میرمار در کالیفرنیا و پایگاه هوایی اندروز در مریلند و پایگاه هوایی نیروی دریایی اوشینا در ویرجینیا سپری کردند.

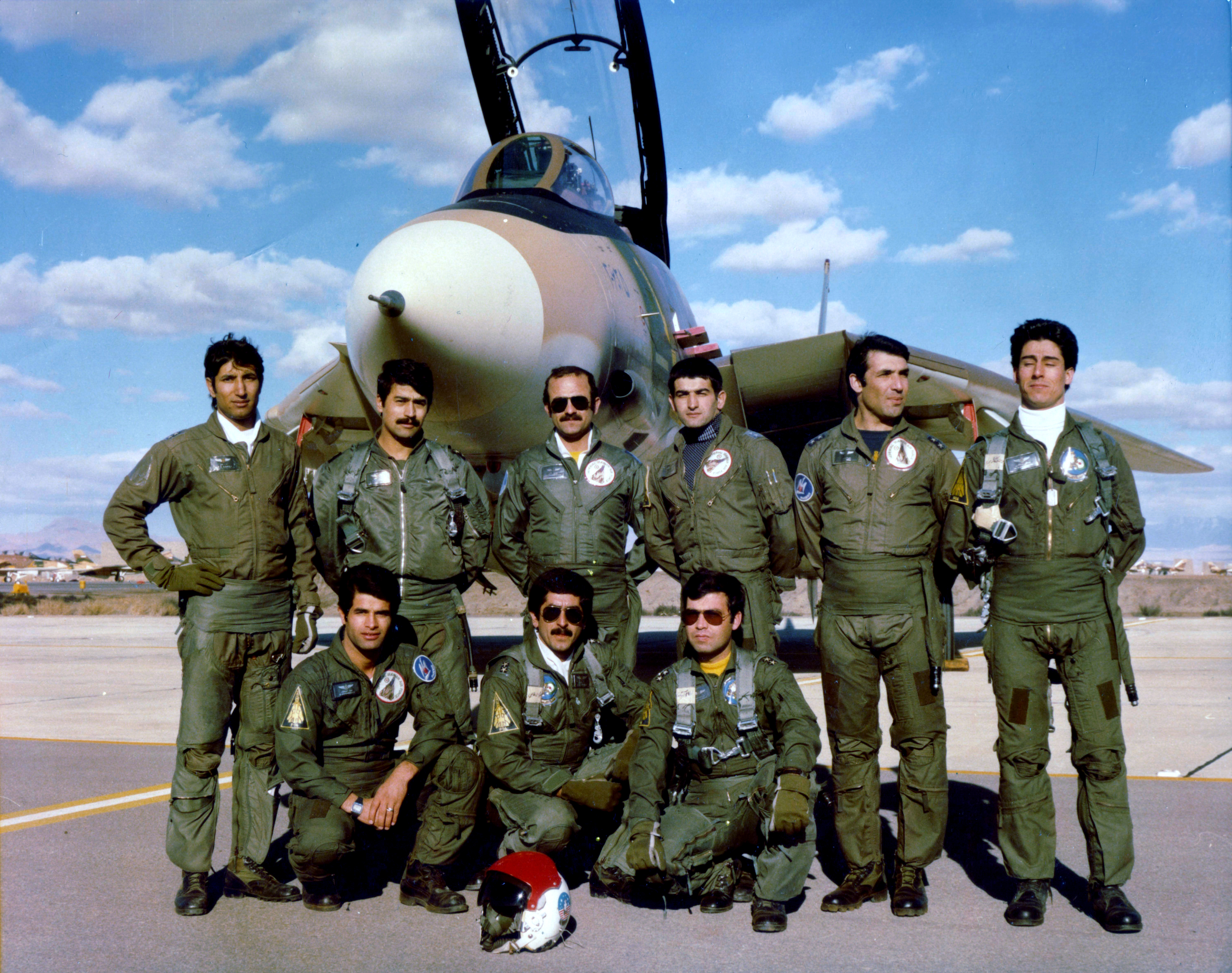
خلبانان نیروی هوایی شاهنشاهی ایران در کنار جنگنده F14 ایستاده از چپ: اسدالله عادلی، جلیل زندی،غلام هاشم پور، عباس بابایی، ایرج سیروس، محمد رستم پور. نشسته از چپ: صدیقیان، احمد مرادی، اکبر پناهی.

عباس بابایی، شهرام رستمی، یدالله خلیلی، عبدالمحمد فرح‌آور، کاظم حیدرزاده، سید محمدمهدی فرجادی، علی سلیمی، جمشید افشار، حسین تقدیس، حسن افغان طلوعی، جلیل مسلمی، ابوالفضل هوشیار، محمدرضا عطایی، بهرام قانعی، محمد پیراسته، عباس امیراصلانی ، جواد شکرایی‌فر، محمدهاشم آل آقا، محمدهادی ولی، علی دهنادی، سعید آغاسی بیک، علی خان‌شرفی، علی اصغر جهانبخش، عباس حزین، مصطفی نبی پور، ایرج خرم، غلامحسین هاشمپور، علیرضا گرانپایه، علی شفائی، محمدجعفر بهادران، عطاءالله معصومی، ناصر ادراکی، حبیب صادق پور و خلیل دشتی‌زاده.

## تاج طلایی

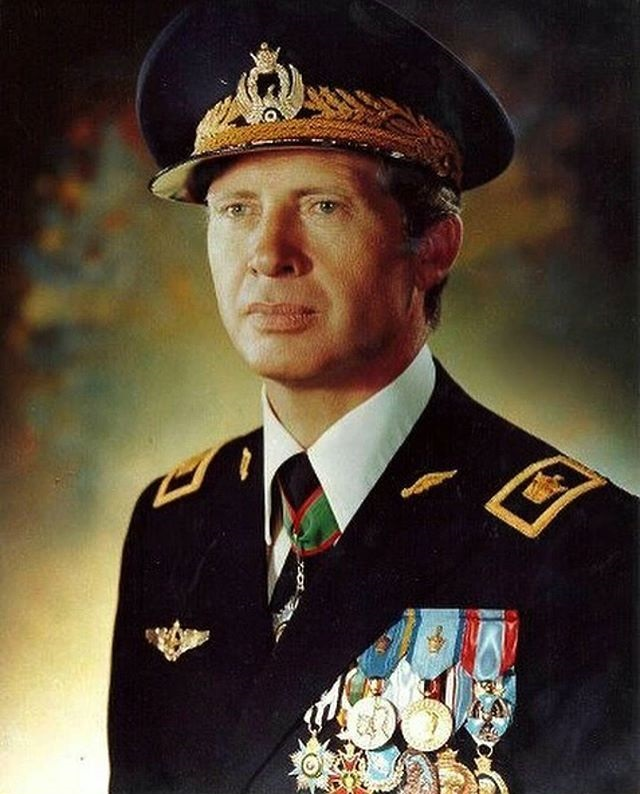
سپهبد نادر جهانبانی، بنیان‌گذار و فرمانده تاج طلایی

تاج طلایی نخستین و تنها تیم آکروجت تاریخ ایران است که در زمان حکومت محمدرضا پهلوی بنیان‌گذاری شد و به فعالیت مشغول بود. تاج طلایی زیرمجموعه‌ای از نیروی هوایی شاهنشاهی بود. این تیم با تلاش نادر جهانبانی در سال ۱۳۳۷ شکل گرفت و در سال ۱۳۵۷ با وقوع انقلاب ۱۳۵۷ برای همیشه منحل شد. 

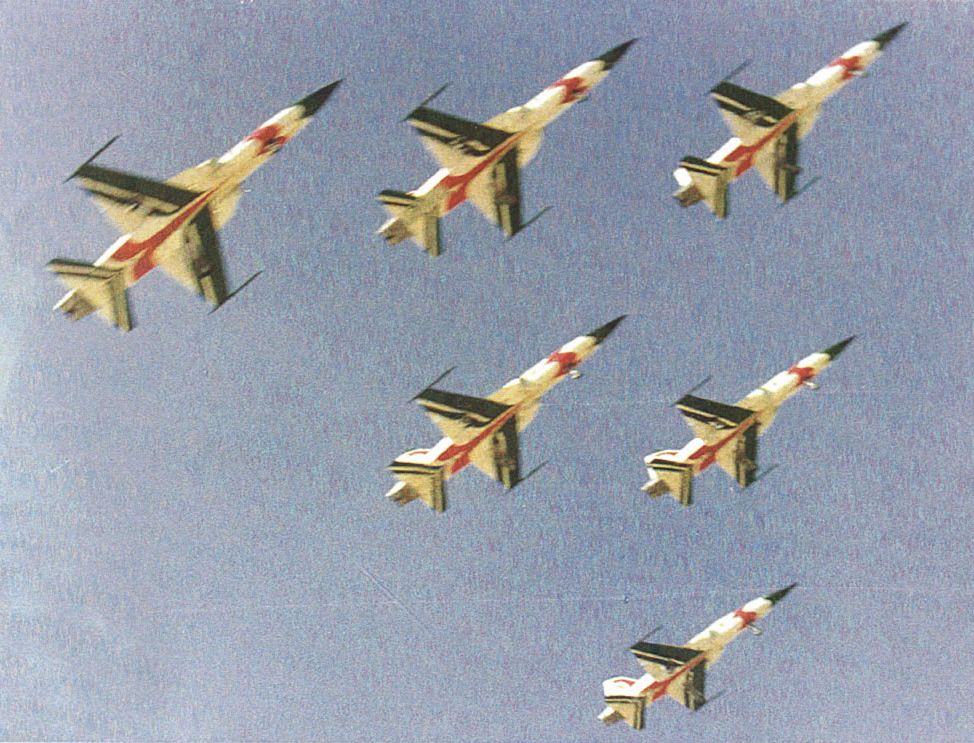
شش فروند اف-۵ تاج طلایی نیروی هوایی شاهنشاهی در یک نمایش آکروجت

هنگامی که کاربرد هواپیماهای جت در صنعت هوانوردی جهان در حال محقق‌شدن بود، در ایران نیز فرماندهان نیروی هوایی شاهنشاهی به فکر استفاده از این فناوری در این نیرو بودند. از این رو در اولین گام هواپیمای تی-۳۳ شوتینگ‌استار سفارش داده شد. ۱۴ نفر از خلبانان زبده در دی ۱۳۳۴ به پایگاه هوایی فورستنفلدبروک آلمان اعزام شدند. از این گروه ۱۴ نفره، ۹ نفر پس از چند ماه به ایران بازگشتند (همزمان با تحویل شوتینگ‌استارها در سال ۱۳۳۵) و مابقی به کسب آموزش‌ها ادامه دادند و در سال ۱۳۳۷، همزمان با ورود هواپیمای اف-۸۴ تاندرجت به ایران بازگشتند. گروه دوم شامل نفراتی همچون نادر جهانبانی، سیامک جهان‌بینی، محمد خاتمی، امیرحسین ربیعی و عبدالحسین مینوسپهر بود. ایده تشکیل یک تیم آکروجت هوایی از همان ابتدا در این گروه شکل گرفت. با موافقت فرماندهان نیروی هوایی، این گروه شروع به انجام تمرینات تخصصی کرد و پس از ۷۲ جلسه تمرین، در تیر ۱۳۳۷ اولین نمایش خصوصی را عرضه کردند که با استقبال مقامات حکومتی روبرو شد. بعد از ۱۴۷ جلسه تمرین، اولین نمایش عمومی در ۸ آبان ۱۳۳۷ در فرودگاه مهرآباد توسط ۴ فروند اف-۸۴ انجام شد. در همان زمان نام «تاج طلایی» برای این تیم انتخاب شد.

## پدافند هوایی
در سال ۱۳۲۰ «سازمان ضد هوایی ایران» در قالب یک هنگ و متشکل از گردان‌های ضد هوایی شکل گرفت، که یکی از گردان‌ها، گردان نورافکن ضد هوایی بود و گردان مستقل دیگر نیز از ۴ گروه مسلسل ضد هوایی تشکیل می‌شد.
در سال ۱۳۳۳ یگان‌های ضد هوایی از نیروی زمینی ارتش جدا شد و به نیروی هوایی ارتش ملحق گردید و به توپ‌های ۴۰ م. م ضد هوایی مجهز شدند، ولی پس از حدود دو سال این یگان‌ها مجدداً به تابعیت نیروی زمینی درآمد و پس از مدتی با انجام تغییراتی در سازمان، توپخانه ضد هوایی ارتش متشکل از ۳ گردان ضد هوایی تأسیس گردید.
در سال ۱۳۳۷ یک سامانه راداری متحرک در فرودگاه دوشان تپه مستقر گردید، که ضمن بهره‌برداری از آن برای آموزش، به عنوان اولین سامانه راداری ایران، پوشش راداری تهران را در ساعات روشنایی روز تأمین نمود و در بقیه ساعات شبانه روز نیز به صورت خاموش نگهداری می‌شد.
در سال ۱۳۴۵ فرماندهی دفاع هوایی به موشک‌های سطح‌به‌هوای «سی‌کت»، «تایگر کت» و توپ‌های ضدهوایی زو-۲۳–۲ روسی مجهز گردید و کلیه جنگ‌افزارهای دفاع هوایی در سازمانی تحت عنوان گروه توپخانه دفاع زمین به هوا تشکیل شدند. در همین سال خرید سامانه موشکی ام‌آی‌ام-۲۳ هاوک از ایالات متحده آمریکا در دستور کار قرار گرفت، گرچه توافقات به عمل آمده، بعدها لغو شدند.
در اوایل سال ۱۳۴۸ جهت جایگزین نمودن واژه‌های فارسی «فرماندهی دفاع هوایی» به «فرماندهی پدافند هوایی» تغییر نام داد. در سال ۱۳۵۰ تعداد گردان‌های تابعه پدافند هوایی به ۱۴ گردان و ایستگاه‌های رادار نیز به ۲۰ ایستگاه رسید و اولین ایستگاه زمینی جمع‌آوری اطلاعات سیگنالی نیز در اواخر سال ۱۳۵۰ در قله کوه نخجیر (در غرب ایلام) تأسیس و عملیاتی گردید. در همین سال شبکه فرماندهی و کنترل پدافند هوایی نیز تشکیل شد، که شامل یک مرکز عملیات پدافند هوایی، ۲ مرکز عملیات منطقه‌ای و ۶ مرکز کنترل و گزارش بود.
در سال ۱۳۵۰ سامانه پدافندی اورلیکن ۳۵ م‌م که آتش آن توسط سامانه راداری هدایت و کنترل می‌گردید، به خدمت گرفته شد. توپ‌ها ساخت کارخانه اورلیکن و رادار ساخت کارخانه کنتراوس سوییس بودند و در نوع خود از پیشرفته‌ترین سامانه‌های پدافند زمین به هوای ارتفاع کم محسوب می‌شدند. در همان سال، راه‌اندازی فرماندهی اطلاعات و شناسایی الکترونیکی (فاشا) با هسته اولیه پروژه آیبکس (IBEX) تحت رمز «خفاش» زیر نظر اطلاعات و عملیات نیروی هوایی و با امکاناتی محدود، فعالیت خود را آغاز نمود.
در سال ۱۳۵۳ سامانه موشکی راپیر به تجهیزات پدافند هوایی اضافه گردید و سامانه موشکی سی کت از رده خارج شد. با توسعه سازمان فرماندهی پدافند هوایی، گروه‌های پدافند زمین به هوا در هشت منطقه شامل تهران، اصفهان، اهواز، دزفول، امیدیه، بوشهر، بندرعباس و چابهار سازماندهی گردیده و در تبریز، همدان، شیراز، شرق کشور، مشهد و شهرآباد در سطح گردان حفظ شدند. در تصمیمات بعدی، ایران به چهار منطقه پدافند هوایی تقسیم گردید و فرماندهان مناطق چهارگانه به‌طور مستقیم زیر نظر فرماندهی پدافند هوایی قرار گرفتند. در این زمان تعداد گروه‌های پدافند هوایی به رقم ۲۱ رسید.
پس از انقلاب ۱۳۵۷ به خدمت گرفتن رادارهای پرنده (آواکس) و تشکیل شبکه فرماندهی و کنترل پیشرفته مجهز به سامانه‌های رایانه‌ای متوقف گردید.

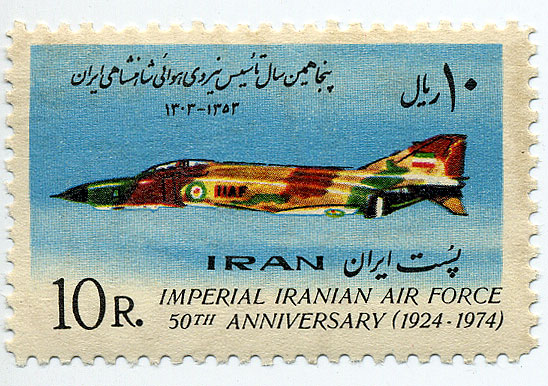
پنجاهمین سال تأسیس نیروی هوایی شاهنشاهی ایران (تمبر ۱۳۵۳)

## فرماندهان
- احمد نخجوان
- میر محمد مهنا
- محمدحسین فیروز
- محمدحسین عمیدی
- هدایت‌الله گیلانشاه
- میر محمد مهنا
- نادر جهانبانی
- مهدی سپه‌پور (۱۷ مرداد ۱۳۲۹- آبان ۱۳۲۹)
- نوری علائی (۳ آبان ۱۳۲۹–۸ مرداد ۱۳۳۰)
- مهدی سپه‌پور (۸ مرداد ۱۳۳۰–۱۶ بهمن ۱۳۳۰)
- هدایت‌الله گیلانشاه (۱۶ بهمن ۱۳۳۰–۱۲اسفند ۱۳۳۱)
- محمود معینی (۱۲ اسفند ۱۳۳۱–۲۹ اسفند ۱۳۳۲)
- هدایت‌الله گیلانشاه (۲۹ اسفند ۱۳۳۲–۱۳۳۳)
- محمد خاتمی (۱۵ مهر ۱۳۳۷–۲۱ شهریور ۱۳۵۴)
- فضائل تدین (۲۱ شهریور ۱۳۵۴–۱۹ بهمن ۱۳۵۵)
- امیرحسین ربیعی (۱۹ بهمن ۱۳۵۵–۲۲ بهمن ۱۳۵۷)

## سوانح
این نیرو در کارنامه عملیاتی خود سوانحی نیز داشته که یکی از آنها سانحه سقوط بوئینگ B747-131 تانکر بوده است. این هواپیما محصول سال ۱۹۷۰ با سریال ۱۹۶۷۷ به سفارش twa ساخته شد و در سال ۱۹۷۵ به نیروی هوایی ارتش شاهنشاهی فروخته و با کد رجیستری ۲۸۳–۵ به خدمت درآمد. در همان سال (۱۹ اردیبهشت ۱۳۵۵) در حالی که به همراه تعدادی مستشار آمریکایی عازم پایگاه هوایی مگوار برای مرخصی بود به علت برخورد با ابرهای cb در آسمان مادرید اسپانیا سقوط کرد و تمامی ۱۷ سرنشین آن از جمله ستوان یکم خلبان میر جهانگیری و سرگرد خلبان کدخدایان (فرمانده پرواز) و کروی پروازی امین‌اله طلوعی، مکانیک پرواز منوچهر ادیبی، عباس خالدی و ابراهیم رستخیز بوده کشته شدند.

## عملیات‌ها

### مأموریت حفظ صلح در کنگو
دو سال پس از کشته شدن پاتریس لومومبا، در تاریخ ۲۶ دی ۱۳۴۱ خورشیدی (۱۹۶۳ میلادی) نیروی هوایی ایران ۶ جت از هواپیماهای جنگنده اف-۸۶ خود را به درخواست دبیرکل سازمان ملل، برای کمک به سازمان ملل متحد برای پایان دادن به جدایی‌خواهی مویز چومبی (شورشیان کنگو) و فراهم آوردن یکپارچگی کنگو به این کشور فرستاد. پس از دو سده، این نخستین بار بود که نیروهای رزمی ایران در بیرون از مرزهای کشور، دست به عملیات رزمی می‌زد. چومبی از کنگو گریخت و چندپاره شدن این کشور به شکست انجامید.

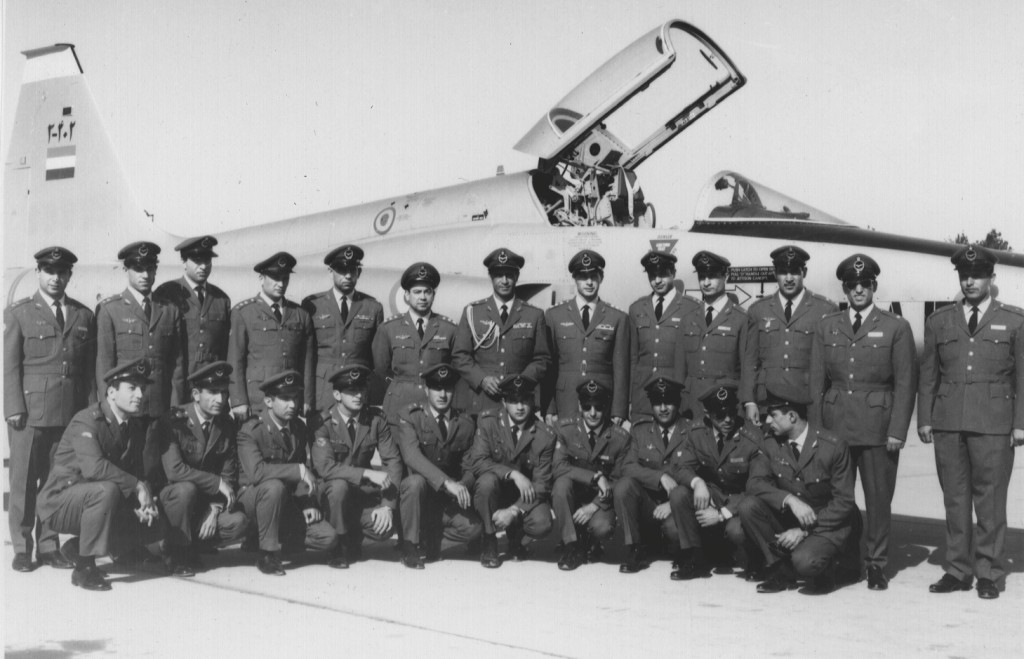
افسران و فرماندهان نیروی هوایی شاهنشاهی ایران در کنار یک جنگنده F-5. سال ۱۳۴۴

### شورش ظفار
در خلال شورش ظفار (سالهای ۱۹۷۴ و ۱۹۷۵) این نیرو چندین عملیات هوایی علیه شورشیان مارکسیست عمان در این کشور انجام داد. این عملیات در راستای کمک‌های نظامی شاه به سلطان قابوس بود.

همزمان با اظهار تمایل خروج نظامیان بریتانیایی از عمان در سال ۱۹۷۱ و تمایل سلطان قابوس به کمک گرفتن از ارتش‌های منطقه به جای نظامیان بریتانیایی، وی از ۳ کشور پاکستان، اردن و ایران در خواست کمک نظامی کرد که در پایان ایران با اعزام نیرو به این کشور موافقت کرد. محمدرضا پهلوی در پاسخ به نامه سلطان قابوس این چنین پاسخ داد:
در حقیقت، واکنش ایران این‌گونه خواهد بود که انگار شورشیان جنوب ایران را تصرف کرده باشند.
با استفاده از پایگاه هوایی نهم شکاری بندرعباس و پایگاه‌های شیراز و تهران پشتیبانی هوایی تاکتیکی و ترابری لازم را برای عملیات در عمان فراهم آورد. بر اساس توافقات انجام شده، ۳۴۰ کارشناس ایرانی در تاریخ ۱۰ نوامبر ۱۹۷۲ وارد عمان شدند تا پایگاهی ویژه نیروی هوایی ایران به‌وجود آورند. اولین هواگردهای ارسال شده به عمان ۳۲ فروند هلیکوپتر بل ۲۰۵ و بل ۲۰۶ بودند که در ۱۶ ژانویه ۱۹۷۳ وارد جنگ شدند. علاوه بر ۱۴٬۷۰۰ نظامی نیروی دریایی شاهنشاهی ایران، ۴۸۸ نظامی نیز از این نیرو در عمان حضور داشتند. دسته دوم از هواگردهای ایران در تاریخ ۱۸ ژانویه ۱۹۷۸ به خدمت گرفته شد که شامل ۱۰ فروند جنگنده از مدل‌های مختلف اف-۴ و دو فروند سی-۱۳۰ هرکولس بود. نیروهای ایرانی در طول مدت حضور در عمان به آموزش خلبانان عمانی نیز می‌پرداختند. هواگردهای ایران بیشتر جهت گشتزنی هوایی و پشتیبانی هواپیماهای عمان به کار گرفته می‌شدند و کمتر در درگیری مستقیم با شورشیان شرکت می‌کردند. بعد از سال ۱۹۷۳ و تجهیز شورشیان به موشکهای زمین به هوا روسی استرلا ۲ خلبانان ایرانی مجبور به رعایت احتیاط بیشتر در درگیریهای مستقیم شدند. نیروهای نظامی ایران من‌جمله نیروی هوایی، تا زمان پایان یافتن حکومت پهلوی در عمان حضور داشتند و با وقوع انقلاب ۵۷ به ایران بازگشتند.
تلفات
- در طول مدت حضور نظامی ایران در عمان ۷۲۰ نظامی ایران (از جمله ۵ خلبان) کشته و ۱۴۰۰ نظامی (از جمله ۱۸ خلبان) نیز زخمی شدند. این در حالی است که در طول جنگ ۱۸۷ نظامی عمانی و ۲۴ نظامی انگلیسی کشته شدند.
- ۱۵ سپتامبر ۱۹۷۵ سقوط یک هلیکوپتر ای‌اچ-۱ کبرا در اثر هدف قرار گرفتن توسط یک موشک دوش‌پرتاب. از سرنوشت خلبان اطلاعاتی به‌دست نیامد.
- ۲۵ نوامبر ۱۹۷۶:هواپیمای خلبان داریوش جلالی و یعقوب آصفی در طی یک عملیات شناسایی در مرز عمان و یمن جنوبی مورد اصابت آتشبار ضدهوایی/یک فروند موشک دوش‌پرتاب قرار گرفت و سقوط کرد.[۳۳] جلیلی ۲۷ روز اسیر بود و بعد از آزادی به ایران بازگشت؛ ولی کمک خلبان در دوران اسارت کشته شد. جلیلی در سال ۱۳۵۹ به جرم دست داشتن در کودتای نوژه اعدام شد.[۳۴]
- ۲۳ دسامبر ۱۹۷۶ هواپیمای خلبان علی اشرافیان مورد اصابت یک فروند موشک ضدهوایی قرار گرفت و سقوط کرد. خلبان به اسارت شبه نظامیان درآمد اما از سرنوشت کمک خلبان این جنگنده اطلاعاتی به‌دست نیامد.

گفتنی است ۳ سال بعد در تاریخ ۲۳ آوریل ۱۹۷۹ در پی سفر رهبر شورشیان یمن به تهران و ملاقات با سید روح‌الله خمینی وی آزاد شد.
- ۱۳ ژوئیه ۱۹۷۷ یک فروند جنگنده اف-۴ ای ایران توسط یک موشک دوش‌پرتاب نیروهای شورشی یمن مورد اصابت قرار گرفت و در سواحل جنوبی یمن سقوط کرد.

### درگیری‌های مرزی ایران و عراق
نبردهای هوایی پراکنده و پدافند موشکی ایران از سال ۱۳۴۷ (۱۹۶۷) با نیروی هوایی عراق انجام شد. در این درگیریها چندین جنگنده از طرفین مخاصمه سرنگون شدند. مهم‌ترین تلفات هرکدام از طرفین در این مدت عبارتند از:
- ۲۵ آذر ۱۳۵۳ دو فروند میگ عراقی توسط سامانه پدافندی هاوک ایران سرنگون شدند.
- ۲۸ مارس ۱۹۷۸ یک فروند جنگنده اف-۴ ایران در درگیری با میگ‌های عراقی سقوط کرد و خلبان ناصر رضوی و کمک خلبان صداقت که بعد از صندلی‌پران به شدت زخمی شد هردو توانستند صندلی‌پران کنند.

### شناسایی مراکز نظامی شوروی
در این عملیات‌ها که در دهه آخر زمامداری حکومت پهلوی و با همکاری آمریکا انجام می‌شد، جنگنده‌های ایرانی با انجام پروازهای برون‌مرزی به خاک شوروی اقدام به جاسوسی از مراکز حساس این کشور می‌نمودند. در این درگیری‌ها دو هواپیمای دی هاویلاند کانادا، یک جنگنده اف-۴ فانتوم ۲ و دو هلیکوپتر سی‌اچ-۴۷ شینوک متعلق به نیروی هوایی ایران منهدم شد.

### جنگ جهانی دوم
برخی از خلبانان ایرانی در جنگ جهانی دوم شرکت کرده بودند. محمدتقی فراورده (زاده ۱۲۹۵ خورشیدی)، آخرین بازمانده از خلبانان ایرانیِ شرکت‌کننده در جنگ جهانی دوم بود که در مهر ماه ۱۳۹۴ درگذشت. وی در هشتم اسفند سال ۱۳۱۲ کار خود را به عنوان سی و هشتمین خلبانِ نیروی هوایی شاهنشاهی ایران در فرودگاه مهرآباد تهران آغاز کرد.

## پیوستن همافران به انقلاب ۵۷

سلام‌نظامی جمعی از هُمافران نیروی هوایی شاهنشاهی با سید روح‌الله خمینی، ۱۹ بهمن ۱۳۵۷

نیروی هوایی شاهنشاهی در براندازی دودمان پهلوی که خود بنیان‌گذار نیروی هوایی بودند نقش قابل توجهی داشت. اعتراضات در پادگان‌های نیروی هوایی از دی ۱۳۵۷ آغاز شده و در مطبوعات انعکاس داشت. محل خدمت تعدادی از همافران تغییر یافت و برخی به دلیل خیانت نیز تبعید شدند.

ژنرال هایزر که مدیر کمیته بحران بود در اینباره می‌نویسد:
... خیلی بد به نظر می‌رسید که تمام این مشکلات و مسائل داشت در نیروی‌هوایی اتفاق می‌افتاد، درست در جایی که ما کمترین انتظار را داشتیم؛ زیرا آن‌ها تحصیل‌کردهٔ آمریکا و نیز تحصیل‌کرده‌ترین بخش بودند.
در ۴ بهمن و پیش از ورود سید روح‌الله خمینی به ایران، جمعی از پرسنل نیروی هوایی شاهنشاهی به منزل محمود طالقانی رفته و با وی دیدار کردند و ضمن قرائت قطعنامه‌ای حمایت خود را از سید روح‌الله خمینی اعلام داشتند. در برخی دیگر از پایگاه‌ها نیز تظاهرات‌هایی انجام شد.
نهایتاً جمعی از پرسنل این نیرو پیش از سرنگونی پهلوی در تاریخ ۱۹ بهمن به محل اقامت سید روح‌الله خمینی رفته و با وی دیدار کردند. سید روح‌الله خمینی در ۱۰ بهمن طی اطلاعیه‌ای خواستار پیوستن ارتش به انقلاب شده بود. به نوشته روزنامه اطلاعات تظاهرات‌هایی نیز در پایگاه‌های نیروی هوایی در حمایت از سید روح‌الله خمینی انجام شد که در پی آن صدها همافر دستگیر شدند. در شب ۲۱ بهمن ۱۳۵۷ و در پی درگیری میان افراد مسلح حزب توده و همافران در یکی از پادگانهای آموزشی تهران، به مداخله مردم در دفاع همافران انجامید. که رسانه‌ها کاملاً مغرضانه طرف این درگیری را گارد جاوید معرفی کردند

## هواگردهای به‌کارگرفته شده

### رزمی-شناسایی
| تصویر | جنگنده                      | مجموع کل | سال به‌کارگیری |
| ----- | --------------------------- | -------- | ------------- |
|       | ائرو ای.۳۰                  | ۱        | ۱۹۲۳          |
|       | دی‌اچ.۹ای ایرکو              | ۳۲       | ۱۹۲۴          |
|       | دی‌اچ.۹ای ایرکو              | ۴        | ۱۹۲۴          |
|       | برگه ۱۴                     | ۲        | ۱۹۲۴          |
|       | برگه ۱۹                     | ۲        | ۱۹۲۵          |
|       | هاوکر فیوری                 | ۲۲       | ۱۹۳۳          |
|       | هاوکر هارت                  | ۶۶       | ۱۹۳۳          |
|       | پولیکارپوف آر-۵             | ۱۰       | ۱۹۳۳          |
|       | هاوکر هایند                 | ۵۵       | ۱۹۳۸          |
|       | هاوکر هاریکن                | ۳۹       | ۱۹۳۹          |
|       | بوئینگ بی-۱۷ فلایینگ فورترس | ۱        | ۱۹۴۷          |

| تصویر                                                               | جنگنده                       | مجموع کل | سال به‌کارگیری |
| ------------------------------------------------------------------- | ---------------------------- | -------- | ------------- |
|                                                                     | پی-۳۶ هاوک-هاوک ۷۵           | ۱۰       | ۱۹۴۱          |
|                                                                     | آورو انسون                   | ۴۸       | ۱۹۴۳          |
|                                                                     | پی-۴۷ تاندربولت              | ۱۶۰      | ۱۹۴۸          |
|                                                                     | اف-۸۴ تاندرجت                | ۷۵       | ۱۹۵۶          |
|                                                                     | اف-۸۶ سیبر                   | ۱۱۰      | ۱۹۶۰          |
|                                                                     | اف-۴ فانتوم ۲                | ۲۲۵      | ۱۹۷۰          |
|                                                                     | ریپابلیک اف-۸۴اف تاندراستریک | ۳۰       | ۱۹۷۲          |
|                                                                     | نورثروپ اف-۵                 | ۱۶۶      | ۱۹۷۴          |
|                                                                     | پی-۳ اوریون                  | ۶        | ۱۹۷۴          |
|                                                                     | اف-۱۴ تام‌کت                  | ۷۹       | ۱۹۷۹          |
| Artist's_impression_of_an_Imperial_Iranian_Air_Force_F-16_over_Yazd | اف-۱۶ فالکن                  | ۲        | ۱۹۷۹          |

### ترابری
| تصویر | جنگنده          | مجموع کل | سال به‌کارگیری |
| ----- | --------------- | -------- | ------------- |
|       | یونکرس اف.۱۳    | ۳        | ۱۹۲۲          |
|       | یونکرس تی.۲۱    | ۱        | ۱۹۲۴          |
|       | یونکرز آ۳۵      | ۲        | ۱۹۲۵          |
|       | یونکرز دابلیو۳۳ | ۳        | ۱۹۲۹          |
|       | پوتز ۷          | ۳        | ۱۹۲۴          |
|       | ایرسپید آکسفورد | ۳        | ۱۹۴۴          |
|       | ایرکماندر ۵۰۰   | ?        | ?             |
|       | بیچکرافت ۱۸     | ۱۰       | ۱۹۵۰          |
|       | اوستر اتوکرات   | ۱۵       | ۱۹۵۷          |
|       | لاکهید جت‌استار  | ۲        | ?             |
|       | پیلاتوس پی‌سی-۶  | ۱۲       | ?             |
|       | پراگا ایی-۱۱۴   | ۱        | ۱۹۴۳          |
|       | سوکاتا تی‌بی     | ۱۲       | ?             |

| تصویر | جنگنده                   | مجموع کل | سال به‌کارگیری |
| ----- | ------------------------ | -------- | ------------- |
|       | داگلاس سی-۴۷ اسکای‌ترین   | ۲۳       | ۱۹۴۸          |
|       | داگلاس سی-۵۴ اسکای‌مستر   | ۶        | ؟             |
|       | سی-۱۳۰هرکولس             | ۶۰       | ؟             |
|       | فوکر اف۲۷ فرندشیپ        | ۱۹       | ۱۹۷۲          |
|       | دی‌اچ‌سی-۲ بیور            | ۷        | ۱۹۵۵          |
|       | داسو فالکن-۲۰            | ۱۸       | ؟             |
|       | سسنا او-۲ اسکای‌مستر      | ۱۲       | ۱۹۷۲          |
|       | بوئینگ ۷۰۷               | ۱۴       | ۱۹۷۴          |
|       | بوئینگ ۷۲۷               | ۱۲       | ۱۹۷۴          |
|       | بوئینگ ۷۴۷               | ۲۵       | ?             |
|       | دی هاویلند کانادا کاریبو | ۱        | ۱۹۷۹          |
|       | آورو یورک                | ؟        | ۱۹۵۵          |
|       | داگلاس دی سی-۶           | ؟        | ۱۹۶۵          |

### آموزشی
" style="margin: 1em 1em 1em 0; background: #f8f9fa; border: 1px #a2a9b1 solid; border-collapse: collapse; font-size: 90%;"

| تصویر | جنگنده              | مجموع کل | سال به‌کارگیری |
| ----- | ------------------- | -------- | ------------- |
|       | آورو ۵۰۴            | ۸        | ۱۹۲۴          |
|       | دی هاویلند تایگرمات | ۱۱۰      | ۱۹۳۲          |
|       | کرتس فلجلینگ        | ۱        | ۱۹۳۴          |
|       | تی-۶ تکسان          | ۲۰       | ۱۹۴۹          |
|       | پایپر جی-۳ کاب      | ۶        | ۱۹۴۹          |

| تصویر | جنگنده                | مجموع کل | سال به‌کارگیری |
| ----- | --------------------- | -------- | ------------- |
|       | پایپر پی‌ای-۱۸         | ۱۲       | ۱۹۵۲          |
|       | بوئینگ استیرمن مدل ۷۵ | ۱+       | ۱۹۵۲          |
|       | تی-۳۳ شوتینگ استار    | ۵        | ؟             |
|       | بیچ‌کرفت بونانزا       | ۸۴       | ۱۹۷۲          |
|       | سسنا ۱۷۲              | ۷۰       | ۱۹۷۴          |

### بالگردها
| تصویر | جنگنده                         | مجموع کل | سال به‌کارگیری |
| ----- | ------------------------------ | -------- | ------------- |
|       | سیکورسکی اس-۳۰۰                | ?        | ?             |
|       | ای‌اچ-۱ سوپرکبرا                | ۲۰۲      | ۱۹۷۵          |
|       | سی‌اچ-۴۷ شنوک                   | ۸۱       | ۱۹۷۱          |
|       | کامان اچ‌اچ-۴۳ هاسکی            | ۸        | ۱۹۷۳          |
|       | آئروسپاسیال اس‌آ ۳۲۱ سوپر فرلون | ۱۶       | ۱۹۷۱          |

| تصویر | جنگنده               | مجموع کل | سال به‌کارگیری |
| ----- | -------------------- | -------- | ------------- |
|       | بل ۲۱۲               | ۳۱       | ۱۹۷۸          |
|       | بل ۲۱۴               | ۳۳۵      | ۱۹۷۲          |
|       | سسنا سی‌اچ-۱ اسکای‌هوک | ۵        | ۱۹۶۰          |
|       | وستلند ویرلیند       | ۲        | ۱۹۷۹          |
|       | سیکورسکی اچ-۳۴       | ۱۰       | ۱۹۴۸          |

## درجه‌های نیروی هوایی شاهنشاهی ایران
| درجه‌های تیمسارها و افسران نیروی هوایی شاهنشاهی ایران | درجه‌های تیمسارها و افسران نیروی هوایی شاهنشاهی ایران | درجه‌های تیمسارها و افسران نیروی هوایی شاهنشاهی ایران | درجه‌های تیمسارها و افسران نیروی هوایی شاهنشاهی ایران | درجه‌های تیمسارها و افسران نیروی هوایی شاهنشاهی ایران | درجه‌های تیمسارها و افسران نیروی هوایی شاهنشاهی ایران | درجه‌های تیمسارها و افسران نیروی هوایی شاهنشاهی ایران | درجه‌های تیمسارها و افسران نیروی هوایی شاهنشاهی ایران | درجه‌های تیمسارها و افسران نیروی هوایی شاهنشاهی ایران | درجه‌های تیمسارها و افسران نیروی هوایی شاهنشاهی ایران | درجه‌های تیمسارها و افسران نیروی هوایی شاهنشاهی ایران | درجه‌های تیمسارها و افسران نیروی هوایی شاهنشاهی ایران |
| آریابد                                               | ارتشبد                                               | سپهبد                                                | سرلشکر                                               | سرتیپ                                                | سرهنگ                                                | سرهنگ دوم                                            | سرگرد                                                | سروان                                                | ستوان یکم                                            | ستوان دوم                                            | ستوان سوم                                            |
| ---------------------------------------------------- | ---------------------------------------------------- | ---------------------------------------------------- | ---------------------------------------------------- | ---------------------------------------------------- | ---------------------------------------------------- | ---------------------------------------------------- | ---------------------------------------------------- | ---------------------------------------------------- | ---------------------------------------------------- | ---------------------------------------------------- | ---------------------------------------------------- |
|                                                      |                                                      |                                                      |                                                      |                                                      |                                                      |                                                      |                                                      |                                                      |                                                      |                                                      |                                                      |

| درجه‌های درجه‌داران و سربازان نیروی هوایی شاهنشاهی ایران | درجه‌های درجه‌داران و سربازان نیروی هوایی شاهنشاهی ایران | درجه‌های درجه‌داران و سربازان نیروی هوایی شاهنشاهی ایران | درجه‌های درجه‌داران و سربازان نیروی هوایی شاهنشاهی ایران | درجه‌های درجه‌داران و سربازان نیروی هوایی شاهنشاهی ایران | درجه‌های درجه‌داران و سربازان نیروی هوایی شاهنشاهی ایران | درجه‌های درجه‌داران و سربازان نیروی هوایی شاهنشاهی ایران | درجه‌های درجه‌داران و سربازان نیروی هوایی شاهنشاهی ایران | درجه‌های درجه‌داران و سربازان نیروی هوایی شاهنشاهی ایران | درجه‌های درجه‌داران و سربازان نیروی هوایی شاهنشاهی ایران | درجه‌های درجه‌داران و سربازان نیروی هوایی شاهنشاهی ایران | درجه‌های درجه‌داران و سربازان نیروی هوایی شاهنشاهی ایران |
| سراستوار یکم                                           | سراستوار دوم                                           | سراستوار سوم                                           | استوار                                                 | استوار یکم                                             | استوار دوم                                             | گروهبان یکم                                            | گروهبان دوم                                            | گروهبان سوم                                            | سرجوخه                                                 | سرباز یکم                                              |                                                        |
| ------------------------------------------------------ | ------------------------------------------------------ | ------------------------------------------------------ | ------------------------------------------------------ | ------------------------------------------------------ | ------------------------------------------------------ | ------------------------------------------------------ | ------------------------------------------------------ | ------------------------------------------------------ | ------------------------------------------------------ | ------------------------------------------------------ | ------------------------------------------------------ |
|                                                        |                                                        |                                                        |                                                        |                                                        |                                                        |                                                        |                                                        |                                                        |                                                        |                                                        |                                                        |